# L'Extravagante Théodora
Pour plus de détails, voir Fiche technique et Distribution.
L'Extravagante Théodora ou J'te confie ma femme est un film français réalisé par Henri Lepage,  tourné en 1949 et sorti en 1950.

## Fiche technique
- Titre : L'Extravagante Théodora
- Titre alternatif : J'te confie ma femme
- Réalisateur : Henri Lepage
- Assistants-réalisateur : Jacques Baratier et Pierre Cardinal
- Scénario : Jean de Letraz d'après sa pièce de théâtre
- Photographie : Pierre Levent
- Montage : Monique Lacombe
- Musique : Marceau Van Hoorebecke et Jean Yatove
- Décors : Claude Bouxin
- Costumes : Frédéric Junker
- Son :	René Longuet
- Producteur : Paul Devriès
- Société(s) de production : Les Prisonniers Associés
  - Co-production : A.T.A. et Union Cinématographique Lyonnaise (UCIL)
- Société(s) de distribution :
- Pays de production :  France
- Format : Noir et blanc — 35 mm — 1,33:1 — Son : Mono
- Genre : Comédie
- Durée : 86 minutes
- Date de sortie :	
  - France  : 26 avril 1950

## Distribution
- Lucienne Le Marchand : Théodora, l'extravagante gouvernante de Thierry
- Robert Murzeau : Thierry de Villiers
- Jacqueline Gauthier : Brigitte Leprieur, l'ami de Thierry
- Hélène Bellanger : Nicole, la secrétaire de Thierry
- Lucien Blondeau
- Maurice Schutz
- Pierre Stephen : Octave Leprieur